# 奧蘭治格羅夫莫比爾莊園 (亞利桑那州)
奧蘭治格羅夫莫比爾莊園（英語：Orange Grove Mobile Manor）是位於美國亞利桑那州尤馬縣的一個人口普查指定地區。根據2010年美國人口普查，該地人口為555人，而該地的面積約為0.16平方千米。

## 地理
奧蘭治格羅夫莫比爾莊園的座標為32°35′54″N 114°39′38″W / 32.59833°N 114.66056°W，而該地最高點為海拔高度米（即英尺）。